# Landesarboretum Baden-Württemberg

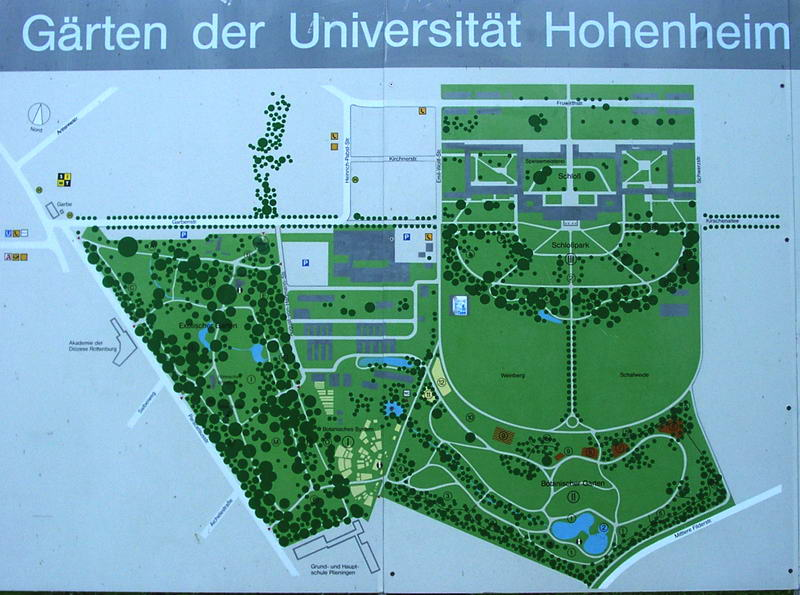
Jardines de la Universidad de Hohenheim, con los Exotischer Garten a la izquierda. El nuevo Hohenheimer Landschaftsgarten no aparece en el panel.

El Landesarboretum Baden-Württemberg es un arboreto histórico de 16.5 hectáreas de extensión que actualmente está administrado por la Universidad de Hohenheim. 

## Localización
El arboreto se localiza cerca del Jardín Botánico de la Universidad de Hohenheim, en Garbenstrasse en el distrito de Hohenheim de Stuttgart, Baden-Württemberg, Alemania.48°42′29.88″N 9°12′31.32″E / 48.7083000, 9.2087000

## Historia
El arboreto fue comenzado como jardín de paisaje entre los años 1776 a1793 por Carlos II de Wurtemberg, en unos terrenos al suroeste del Schloss Hohenheim. Albergaba dos colecciones importantes - un jardín botánico de plantas de la región Württemberg , y un arboreto con árboles de Norteamérica (el Exotischer Garten) - que en 1783 contuvieron un total de 120 especies. Después de la muerte del duque en 1793, el jardín fue abierto al público, y durante el siglo XIX y principios del XX fueron utilizados como viveros para el cultivo de pimpollos y plantas de semillero para los jardines del duque, para el estudio de árboles exóticos por la silvicultura local, y por los estudiantes de  botánica.

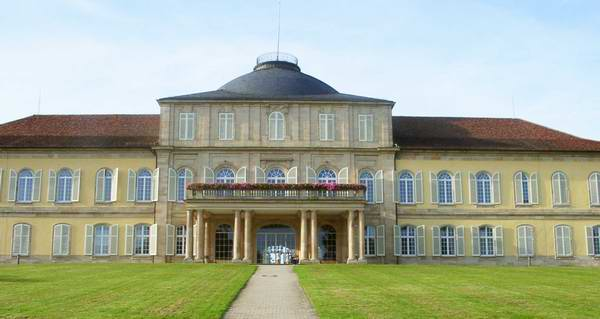
Castillo de Hohenheim, y edificio principal de la universidad.

El jardín sufrió pérdidas importantes entre 1930 y 1931, después de lo cual sus viveros fueron demolidos y el jardín volvió  a su estado original. En 1953 el « Exotischer Garten » (jardín exótico) se convirtió en el « Landesarboretum Baden-Württemberg ». Sus colecciones fueron substancialmente mejoradas en 1996 en que las 7.4 hectáreas adyacentes fueron dedicadas a un nuevo « Hohenheimer Landschaftsgarten » (Jardín de paisaje de Hohenheimer), con los primeros árboles que fueron plantados en 1997 y 200 plantas adicionales agregadas en 1998. Las plantaciones han continuado desde entonces.

## Colecciones
Actualmente el arboreto comprende dos secciones interconectadas, el antiguo "Exotischer Garten" y el más nuevo "Hohenheimer Landschaftsgarten". Juntos ambos contienen unos 2450 taxones de caducifolios y coníferas, representando 270 especies de unas 90 familias de plantas. 
Particularmente notables son los especímenes históricos que fechan con la creación del arboreto, incluyendo un árbol de los tulipanes plantado en 1779, robles (1790), y castaño de Indias amarillo (1799).